# Evocare (Era o melancolie, un fel de tristețe)
Evocare, având ca prim vers Era o melancolie, un fel de tristețe, este o poezie de Nichita Stănescu, cea de-a doua a volumului Un pământ numit România, apărut în 1969. 
Format:Nichita UPNR